# 奥尔延市镇
奥尔延市镇（瑞典語：Årjängs kommun）是瑞典中西部韦姆兰省的一个市镇，与挪威接壤。其治所位于奥尔延。